# Solarkonstant
Solarkonstanten angiver fluxen fra Solen i Jordens middelafstand, 1 au.:50 . Den er med satellitter (2011) målt til at have værdien
{\displaystyle S_{\odot }=1361\,{\text{W m}}^{-2}=1361\,{\text{J s}}^{-1}{\text{m}}^{-2}}
Gennem enhver kvadratmeter vinkelret på retningen til Solen strømmer der altså en strålingsenergi på 1361 J hvert sekund. En tidligere udbredt værdi var {\displaystyle 1367\,\mathrm {Wm^{-2}} } :61  .
Da Solen udstråler isotropt (ens i alle retninger), kan man benytte solarkonstanten {\displaystyle S_{\odot }} til at beregne dens luminositet (effekt), {\displaystyle L_{\odot }}, ved af gange med arealet af en kugleflade med en radius på {\displaystyle r=1} au:
{\displaystyle L_{\odot }=4\cdot \pi \cdot r^{2}\cdot S_{\odot }=3.828\cdot 10^{26}\;{\text{W}}}

## Ændringer af solarkonstanten
Solarkonstanten er ikke en naturkonstant, fordi Solens luminositet faktisk svinger lidt med tiden. Men i løbet af Solens 11-årige solpletcyklus ændres dens luminositet med under 0.1 %, se figuren.
Modelberegninger viser, at Solen ved sin dannelse som hovedseriestjerne for ca. 4.6 milliarder år siden havde en luminositet, som kun var 70 % af den nuværende værdi. Ved en lineær tilvækst svarer det til en langfristet tilvækst på 1 % i løbet af ca. 150 millioner år eller 0.000 07 % på 10 000 år. Så lille en ændring har ingen praktisk betydning.

## Betydning for Jordens varmehusholdning
På grund af jordbanens ekscentricitet varierer Jordens afstand fra Solen mellem 147.1 millioner kilometer i perihel og 152.1 millioner kilometer i aphel. Sollysets intensitet uden for atmosfæren  varierer derfor af geometriske årsager mellem 1325 og 1420 W/m². I perihel er værdien så 3.4 % højere og i aphel ca. 3.3 % lavere end i middel.
Jordens atmosfære reflekterer og absorberer sollyset, hvilket besværliggør en nøjagtig måling fra jordoverfladen, man må tage jordomkredsende satellitter til hjælp. På en klar dag modtager jordoverfladen ved lodret indfold kun omkring 1000 W/m2 og med let cirrus under ca. 700 W/m2. Hvis vinklen mellem solstrålerne og vandret aftager, så falder belysningens intensitet på jordoverfladen, som illustrationen viser. Derfor er der koldere ved polerne end ved ækvator. Kaldes vinklen {\displaystyle v}, så ændres bestrålingen med en faktor {\displaystyle \sin(v)}. 

## Nominel værdi
Den Internationale Astronomiske Union har i 2015 indført en nominel værdi af solarkonstanten på
{\displaystyle \mathrm {S} {}_{\odot }^{\mathrm {N} }\equiv 1361\;{\text{W/m}}^{2}}

## Solarkonstanter for andre himmellegemer
Nedenstående tabel viser lokale værdier for solarkonstanten for planeterne og tre udvalgte dværgplaneter i Solsystemet:
| Planet         | Store halvakse i au | Gennemsnitlig værdi i W/m² | Værdi relativt til Jorden |
| -------------- | ------------------- | -------------------------- | ------------------------- |
| Merkur         | 0.387               | 9126.600                   | 6.70600                   |
| Venus          | 0.723               | 2601.300                   | 1.91100                   |
| Jorden         | 1.000               | 1361,000                   | 1,00000                   |
| Mars           | 1.524               | 589.200                    | 0.43300                   |
| 1 Ceres        | 2.766               | 179,000                    | 0.13100                   |
| Jupiter        | 5.204               | 50.500                     | 0.03700                   |
| Saturn         | 9.582               | 14.990                     | 0.01100                   |
| Uranus         | 19.201              | 3.710                      | 0.00270                   |
| Neptun         | 30.047              | 1.510                      | 0.00111                   |
| (134340) Pluto | 39.482              | 0.873                      | 0.00064                   |
| 136199 Eris    | 67.700              | 0.300                      | 0.00022                   |